# Callum Hudson-Odoi
Callum James Hudson-Odoi (* 7. November 2000 in London) ist ein englisch-ghanaischer Fußballspieler. Er steht aktuell bei Nottingham Forest unter Vertrag.
Seit 2015 spielte er für die Auswahlen des englischen Fußballverbandes. 2019 debütierte er in der A-Auswahl.

## Karriere

### Verein
Callum Hudson-Odoi kam 2007 in die Jugend des FC Chelsea in London und spielte dort elf Jahre. Im Jahre 2017 wurde er in die erste Mannschaft aufgenommen und stand am 23. Dezember erstmals im Kader der ersten Mannschaft in der Premier-League-Partie beim FC Everton, wurde aber nicht eingesetzt. Sein Debüt im Profifußball beging er am 31. Januar 2018 – ebenfalls in der Premier League – bei der 0:3-Heimniederlage gegen den AFC Bournemouth, wobei er nach 65 Minuten für Davide Zappacosta eingewechselt wurde.
Für die Spielzeit 2022/23 war Hudson-Odoi an den deutschen Bundesligisten Bayer 04 Leverkusen ausgeliehen. Die Londoner verfügten dabei über die Möglichkeit, den Spieler im Januar 2023 vorzeitig zurückzuholen, was sie nicht wahrnahmen. Hudson-Odoi kam in 21 von 44 möglichen Spielen zum Einsatz und schoss dabei ein Tor und bereitete ein weiteres vor. Zwei Spieltage vor dem Bundesliga-Saisonende zog Stephan von Nocks am 18. Mai 2023 im Kicker eine Bilanz zu Hudson-Odois Leihe in Leverkusen. Nocks geht insbesondere auf die Situation des Spielers seit dem 19. Februar ein, als Hudson-Odoi sein letztes Pflichtspiel für die Leverkusener von Beginn an absolviert hatte. Seither sei der Engländer gemeinsam mit Karim Bellarabi auf acht Minuten Spielzeit gekommen, die wenigste aller eingesetzten Spieler des Vereins. Nocks bezeichnete dies als „eine indiskutable Bilanz“. Nach seiner Einschätzung drängte sich Hudson-Odoi auch dann nicht auf, als die Leverkusener während einer Doppelbelastung mit der Bundesliga in der Europa League bis ins Halbfinale vorgestoßen seien. Er vergleicht Hudson-Odois Situation mit der Nadiem Amiris, der unter dem seit Oktober 2022 tätigen Trainer Xabi Alonso seine Einsatzzeiten hätte hingegen deutlich steigern können. Als Hauptursache nennt Nocks Hudson-Odois mangelnde Defensivarbeit, die Alonso von allen Spielern fordere. Auch in den folgenden drei letzten Spielen kam der Engländer zu keinem Einsatz.
Zur Saison 2023/24 kehrte Hudson-Odoi zum FC Chelsea zurück, spielte aber unter dem neuen Cheftrainer Mauricio Pochettino keine Rolle mehr. Anfang September 2023 wechselte am letzten Tag der Transferperiode zum Ligakonkurrenten Nottingham Forest, bei dem er einen Vertrag bis zum 30. Juni 2026 unterschrieb.

### Nationalmannschaft
Hudson-Odoi kam bislang über 30-mal für englische Juniorennationalmannschaften zum Einsatz. Im Oktober 2017 gewann Hudson-Odoi mit der U17-Nationalmannschaft Englands den WM-Titel.  Im März 2019 berief Nationaltrainer Gareth Southgate den erst 18-jährigen Stürmer, der sich nach seiner ersten Nominierung für die U21 mit dieser in Bristol aufhielt, wegen des verletzungsbedingten Ausfalls bisher vorgesehener Spieler in die A-Auswahl. Beim 5:0-Heimsieg gegen Tschechien am 22. März debütierte er nach einer Einwechslung für Raheem Sterling.

## Titel

### Vereine
International
- Champions-League-Sieger: 2021
- Europa-League-Sieger: 2019
- Klub-Weltmeister: 2021
- UEFA-Super-Cup-Sieger: 2021

England
- Pokalsieger: 2018

### Nationalmannschaft
- U17-Weltmeister: 2017

## Persönliches
Hudson-Odoi wurde im November 2000 in London geboren. Er entstammt einer fußballbegeisterten Familie: Sein ghanaischer Vater Bismark Odoi war bereits als Fußballspieler für den ghanaischen Erstligisten Accra Hearts of Oak aktiv. Callums Bruder Bradley Hudson-Odoi ist auch Fußballspieler; er spielte in seiner Karriere für mehrere kleinere Vereine in England sowie für sieben Monate in Ungarn.